# Peritonitida
Peritonitida je zánět pobřišnice (serózní membrány, která obaluje část dutiny břišní a některé břišní orgány). Může být lokalizovaná nebo generalizovaná, obecně má akutní průběh a může být způsobena buď infekcí (často z ruptury dutého orgánu, například při poranění břicha), anebo neinfekčním procesem.

## Typy peritonitidy
Existují tři typy peritonitidy:
1. primární (spontánní)
2. sekundární (anatomická)
3. terciární (spjatá s peritoneální dialýzou)

## Mechanismy a projevy

### Bolesti břicha a palpační citlivost
Hlavními projevy peritonitidy je akutní bolest břicha, palpační citlivost a ztuhlost břišních svalů. Tyto projevy zesilují při pohybu pobřišnice, například při kašli, ohnutí nohou nebo testu na Blumbergův příznak (bolest při uvolnění tlaku; stlačení břicha rukou vyvolá menší bolest než rychlé uvolnění tohoto tlaku, které způsobí zesílení bolesti při návratu pobřišnice na původní místo). Přítomnost těchto příznaků u pacienta se někdy označuje jako peritonismus. Lokalizace těchto projevů závistí na tom, zda je peritonitida lokalizovaná (např. apendicitida nebo diverkulitida před perforací) nebo generalizovaná na celé břicho. V každém případě bolest typicky začíná generalizovaně (vzhledem postižení špatně lokalizující inervace orgánové vrstvy pobřišnice) a může se později lokalizovat (když je postižena somaticky inervovaná parietální (vnitřní) vrstva pobřišnice). Peritonitida je příkladem náhlé příhody břišní.

### Vedlejší projevy
- difuzní tuhost břicha ("prkenné břicho") – často přítomna, zvláště u generalizované peritonitidy
- horečka
- komorová tachykardie
- vývoj paralytického ileu (zažívací paralýzy), který způsobuje nauseu a zvracení

### Komplikace
- Sekvestrace tekutin a elektrolytů, projevující se sníženým centrálním žilním tlakem, může způsobit nerovnováhu elektrolytů, stejně jako výraznou hypovolémii, které mohou vést k šoku a akutnímu selhání ledvin.
- Může se vytvořit peritoneální absces (např. nad nebo pod játry, anebo v menší předstěře).
- Může se vyvinout sepse, proto je třeba provést mikrobiologickou kultivaci krve.
- Tekutina může tlačit na bránici a způsobovat dýchací potíže.

## Diagnostika

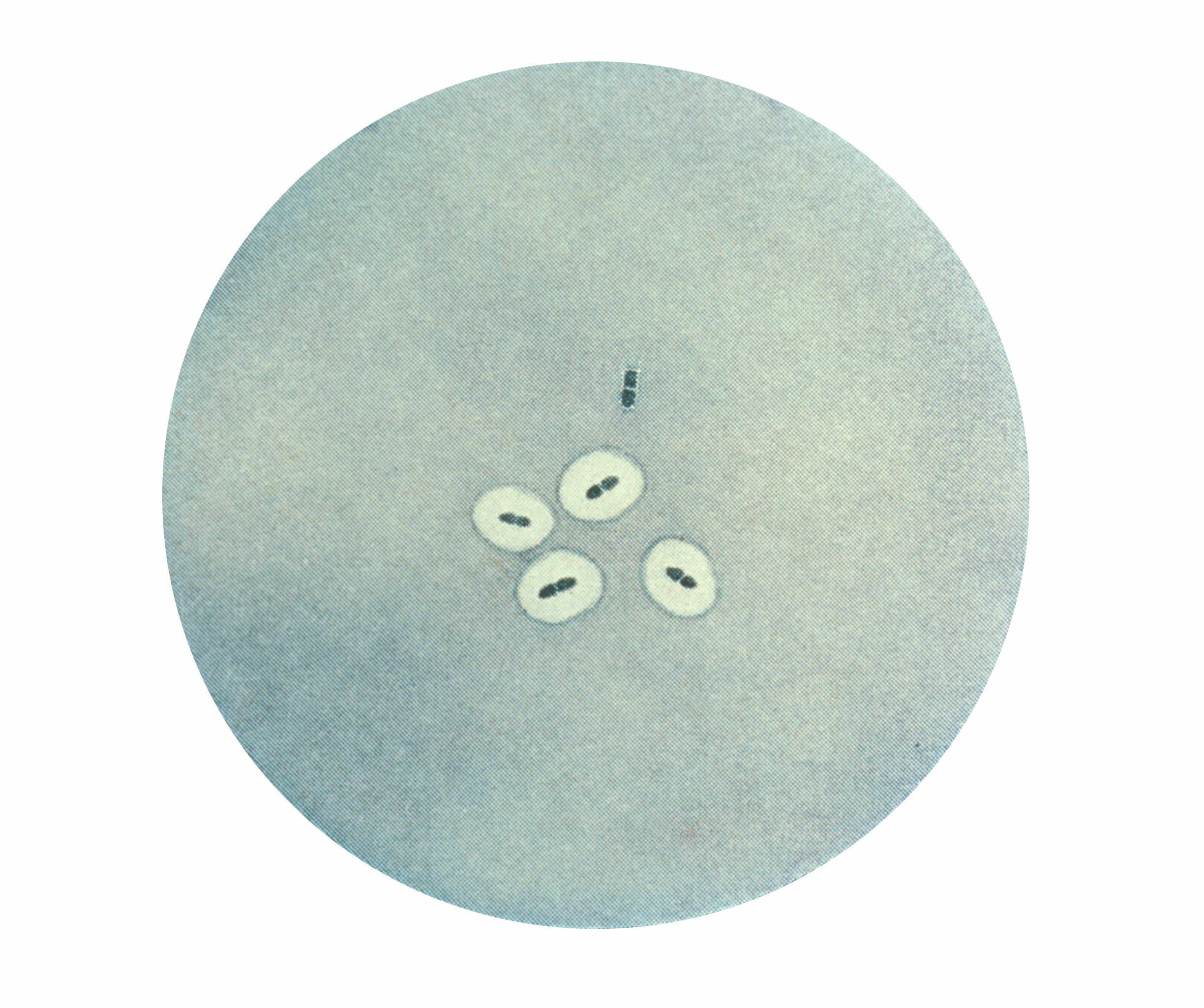
Streptococcus pneumoniae - jeden z možných původců peritonitidy

Diagnostiku peritonitidy lze provést lékařskou procedurou kolokviálně označovanou jako "kašlací test".
- Pacient je požádán, aby si lehl na záda (do pozice pro vyšetření břicha) a zhluboka zakašlal.
- Někdy se pacient nechá postavit, otočit hlavu a zakašlat.
- Pokud tento test způsobí bolest/citlivost/zjevnou nepříjemnost, lze uvažovat o peritonitidě jako diferenciální diagnóze.
- Samozřejmě se nejedná o zvlášť specifický nebo citlivý test, ale může hodně napovědět při kombinaci s jinými fyzikálními příznaky peritonitidy, např. absencí střevních zvuků. Je důležité se pacientovi při testu dívat do tváře, protože může později popírat, že by cítil bolest.

Diagnostika peritonitidy je založena primárně na klinické bázi, tedy na výše popsaných klinických projevech. Podporují-li silné podezření na peritonitidu, provede se (bez zdržování se s dalšími vyšetřeními) ihned chirurgický zákrok. Může být přítomna leukocytóza, hypokalémie, hypernatrémie a acidóza, ale nejde o specifická zjištění. RTG břicha může odhalit dilatované, edématózní zažívací ústrojí, vždy je ale především užitečné pátrat po pneumoperitoneu (volném vzduchu v peritoneální dutině), které může být viditelné i na RTG hrudníku.
Definitivní diagnózu peritonitidy lze získat paracentézou (břišní punkcí). Za průkaz diagnózy lze považovat více než 250 polymorfonukleárních buněk na mm3. Navíc Gramovo barvení a kultivace se zjištěním citlivosti může určit mikroorganismus, jenž je původcem onemocnění.

## Léčba
Léčba závisí na závažnosti stavu pacienta, může se skládat z těchto součástí:
- Obecná podpůrná léčba, například mohutná nitrožilní rehydratace a korekce nerovnováhy elektrolytů.
- Antibiotická léčba, typicky podávaná nitrožilně, ale lze použít i přímou infuzi do pobřišnice. Empirická volba širokospektrých antibiotik je často založena na kombinaci několika léčiv a měla by být zaměřena na nejpravděpodobnější patogeny, v závislosti na příčině peritonitidy. Jakmile je zjištěn původce infekce, lze na něj zacílit léčbu.
- Chirurgická léčba (laparotomie) je potřebná k úplnému průzkumu a laváži pobřišnice, a také k nápravě jakéhokoli anatomického poškození, které mohlo peritonitidu způsobit[2]. Výjimkou je spontánní bakteriální peritonitida, která nepotřebuje chirurgický zákrok.

## Prognóza
Při správné léčbě mají typické případy chirurgicky léčitelné peritonitidy (např. perforovaný peptický vřed, apendicitida nebo divertikulitida) mortalitu cca <10% u jinak zdravých pacientů. U starších osob, pacientů s významnou základní chorobou nebo při pozdní léčbě (po 48 hodinách) stoupá až ke 40 %. Neléčená peritonitida je prakticky vždy smrtelná.

## Patologie
Pobřišnice je za normálních podmínek našedlá a lesklá. Během 2-4 hodin po rozvoji peritonitidy se pobřišnice stává matná, zpočátku s mírně serózním a lehce kalným výpotkem. Později se exudát stává krémovitý a zjevně hnisovitý. U dehydrovaných pacientů se může velmi zahustit. Množství nahromaděného exudátu může být velmi různé. Exudát se může rozprostírat po celé pobřišnici nebo být omezen předstěrou a břišními orgány. Zánět se vyznačuje infiltrací neutrofilů s fibrino-hnisavou exudací.